# Fritz Weaver
Fritz William Weaver (* 19. Januar 1926 in Pittsburgh, Pennsylvania; † 26. November 2016 in New York City, New York) war ein US-amerikanischer Film- und Theaterschauspieler. Er ist auch in Musicals am Broadway aufgetreten.

## Leben
Fritz Weaver, der im Zweiten Weltkrieg Kriegsdienstverweigerer war, studierte an der University of Chicago und erwarb dort den Bachelor of Arts. Seit den 1950er Jahren stand Weaver am Broadway auf der Bühne und wurde 1970 mit einem Tony Award ausgezeichnet.
Weaver konnte auch für zahlreiche Fernsehserien und Spielfilme gewonnen werden. International bekannt wurde er durch seine Hauptrolle in der 1978 produzierten Miniserie Holocaust – Die Geschichte der Familie Weiss. Für seine Darstellung eines verfolgten Juden während der Zeit des Nationalsozialismus erhielt Weaver eine Emmy-Nominierung. Sein Schaffen umfasst mehr als 130 Film- und Fernsehproduktionen.
Fritz Weaver war zweimal verheiratet. So heiratete er am 7. Februar 1953 die Schauspielerin Sylvia Short. Aus der Ehe, die 1979 geschieden wurde, gingen zwei Kinder hervor. Seit 1997 war Weaver mit Rochelle Oliver verheiratet, die ebenfalls Schauspielerin ist.
Fritz Weaver war der Bruder der Szenenbildnerin Mary Dodson.

## Filmografie

### Spielfilme
- 1964: Angriffsziel Moskau (Fail Safe)
- 1964: Solo für O.N.C.E.L. – Agent auf Kanal D (The Man From U.N.C.L.E.)
- 1967: Das Mörder-Syndikat (The Borgia Stick)
- 1976: Der Marathon-Mann (Marathon Man)
- 1977: Captains Courageous
- 1977: Schwarzer Sonntag (Black Sunday)
- 1977: Des Teufels Saat (Demon Seed)
- 1978: Holocaust – Die Geschichte der Familie Weiß (Holocaust, Fernsehminiserie)
- 1978: Der große Trick (The Big Fix)
- 1981: King Kobra (Jaws of Satan)
- 1982: Creepshow
- 1986: Power – Weg zur Macht (Power)
- 1999: Die Thomas Crown Affäre (The Thomas Crown Affair)
- 2013: Muhammad Alis größter Kampf (Muhammad Ali's Greatest Fight)

### Fernsehen
- 1961/1963: Preston & Preston (The Defenders)
- 1966/1967/1969/1971: Kobra, übernehmen Sie (Mission: Impossible)
- 1967: Invasion von der Wega (The Invaders)
- 1967: Rauchende Colts (Gunsmoke)
- 1968/1973: Mannix
- 1973/1974: Barnaby Jones
- 1974: Kung Fu
- 1974: Petrocelli (Folge 1x08)
- 1975: Die Straßen von San Francisco (The Streets of San Francisco)
- 1978: Holocaust – Die Geschichte der Familie Weiss (Holocaust)
- 1979: Die Mars-Chroniken (The Martian Chronicles)
- 1979: Hawaii Fünf-Null (Hawaii Five-O)
- 1980: Magnum (Magnum, P.I.)
- 1981: Quincy (Quincy, M.E.)
- 1982: Falcon Crest
- 1984: Love Boat
- 1985: Twilight Zone
- 1985/1987: Mord ist ihr Hobby (Murder She Wrote)
- 1989: Matlock
- 1991/1993/2005: Law & Order
- 1994: L.A. Law – Staranwälte, Tricks, Prozesse (L.A. Law)
- 1994: Star Trek: Deep Space Nine
- 1996: Akte X – Die unheimlichen Fälle des FBI (The X-Files)
- 1998: Ein Wink des Himmels (Promised Land)
- 1998: Frasier

## Auszeichnungen
- 1955: Clarence Derwent Award für The White Devil
- 1970: Tony Award für seine Rolle in dem Theaterstück Child’s Play
- 1978: Emmy-Nominierung, für: Holocaust – Die Geschichte der Familie Weiß (Holocaust)